# Polybius (videojuego de 2017)
Polybius es un videojuego matamarcianos de 2017 desarrollado y publicado por Llamasoft. Fue lanzado en mayo de 2017 para PlayStation 4, con soporte disponible para la PlayStation VR. Se anunció una versión para Microsoft Windows para ser lanzada en una fecha posterior. El juego toma su nombre de la leyenda urbana del videojuego de arcade ficticio de 1981 Polybius.

## Modo de juego
Polibio de Llamasoft es un videojuego de disparos en 3D con elementos de carreras y movimiento rápido. La jugabilidad del juego fue diseñada para minimizar la enfermedad de la realidad virtual mediante el uso del movimiento continuo hacia adelante con cambios abruptos limitados, y sin interrupciones en la jugabilidad que no sean las pausas controladas al final de cada nivel; sin embargo, el juego incluye imágenes intensas. Aunque está diseñado como un juego de realidad virtual, Polybius es totalmente jugable en 2D en una PlayStation 4 estándar, y también incluye soporte para salida de televisión 3D.

## Desarrollo y lanzamiento
En 2016, Llamasoft anunció un juego llamado Polybius para la PlayStation 4 con soporte para la PlayStation VR. Polybius se agregó en la tienda de PlayStation el martes 9 de mayo de 2017. En la comercialización temprana, el coautor Jeff Minter afirmó que se le permitió jugar en la máquina arcade original de Polybius en un almacén en Basingstoke. Más tarde, de manera más realista, afirmó que el juego estaba inspirado en la leyenda urbana, pero no intenta reproducir su supuesto juego. Dijo que en cambio se basaba en su interés en la capacidad de los videojuegos para inducir el estado psicológico de flujo (también llamado "estar en la zona") y sus propias observaciones de efectos psicológicos positivos como resultado de jugar juegos de realidad virtual. Más notablemente la versión VR inédita de TxK. Minter también citó la influencia de muchos otros juegos clásicos, incluyendo Space Harrier, After Burner, el juego de vectores de 1983 Star Wars, STUN Runner y Zarch.
El 13 de julio de 2017, la banda de rock industrial Nine Inch Nails lanzó un video musical para la canción "Less Than", con una mujer que interpreta a Polibio. Llamasoft luego describió la versión del juego utilizada en el video, una compilación personalizada que se ejecuta en la PC con secuencia de efectos configurable por el usuario.

## Recepción
Polybius recibió críticas positivas de los críticos del juego. En la página de comentarios Metacritic, tiene un puntaje promedio de 84 de 100, con base en 13 revisiones, lo que indica "revisiones generalmente favorables". El periódico Metro lo llamó "uno de los juegos de acción definitivos de la generación actual". Eurogamer le otorgó un trofeo Recomendado, etiquetándolo como "mágico" y uno de los mejores trabajos de Llamasoft. El sitio web también lo colocó en el puesto 44 en su lista de los "50 mejores juegos de 2017". El juego fue nominado para el Premio Coney Island Dreamland al Mejor Juego de Realidad Virtual en los New York Game Awards del año 2018.